# Kibbuz Bet El
Der Kibbuz Beth El (auch: Bet-El, „Haus Gottes“) ist ein christlicher Kibbuz mit protestantischen Wurzeln in Zichron Ja’akow in Israel, der 800 Einwohner hat. Etwa 100 Mitglieder des Kibbuz leben im Ausland. Der Kibbuz wurde im Jahre 1963 von der Deutschen Emma Berger gegründet, um Überlebenden der Schoa mit christlicher Nächstenliebe zu helfen. Er ist bekannt für seine Beth-el Industries, die Weltmarktführer für Luftfiltersysteme sind.
Die Gemeinschaft erinnert in ihrer Lebensart an die Amischen. Ihre Inspiration stammt aus der Bibel. Sie haben kein Fernsehen oder Zeitung, keine Cafés oder Clubs, hingegen einen Chor. Für die Kinder hat der Kibbuz eine Grundschule und eine weiterführende Schule, die die Kinder auf einen Teil des israelischen Abiturs vorbereitet, das dort auch teilweise absolviert werden kann. Die weiterführende Schule bildet direkt für den Ingenieursberuf in den eigenen Firmen aus. Die meisten Mitglieder der Gemeinde sind Bürger des Landes, nur ein kleiner Anteil aber hat die Staatsbürgerschaft. Seit 2004 dienen die jungen Männer des Kibbuz beim israelischen Militär.

## Geschichte
Die Wurzeln des Kibbuz liegen in einer freikirchlichen württembergischen Gemeinde, die in der Nachkriegszeit auf den Fildern und in Gerstetten entstand. Sie wurde von der Röntgenschwester Emma Berger gegründet, nachdem diese von einer schweren Erkrankung genesen war. Diese Gemeinde hatte ihren Sitz 1958 in Korntal bei Stuttgart. Schon kurze Zeit nach der Gemeindegründung begann sich die Gemeinde im christlichen Sinne zionistisch für Israel zu interessieren und eröffnete 1963 in der Gegend von Binjamina ihr Kibbuz Beth El.
1972 eröffnete Beth-el Industries. 1982 stellten sie ihren ersten Luftfilter vor, aber mit wenig Resonanz, weil er nur biologische und chemische Kampfstoffe ausfiltern konnte.
Emma Berger starb 1984.
1989 wurde der erste Luftfilter ans israelische Militär verkauft. Während des Golfkriegs wurden Vorbehalte der Ultra-Orthodoxen Juden abgebaut, die vorher bisweilen Mitglieder von Bet El mit Steinen beworfen hatten. Bet El nahm viele Orthodoxe in die Bunker ihrer Fabriken auf.
Der unternehmerische Erfolg des Kibbuz kam mit dem 11. September 2001 auf, als alle Welt sich vor weiteren Terrorakten schützen wollte.

## Beth-el Industries und Beth-El Food
Ein wesentlicher Grundsatz der Firmen ist es, mit keiner lokalen israelischen Firma in Konkurrenz zu treten oder sie zu verdrängen. Stattdessen wird weltweit exportiert.
Dem Kibbuz Beth-El gehören sieben Fabriken und andere Unternehmen der Beth-El Industries und dadurch ist er der zweitgrößte Arbeitgeber in Zichron Ya'akov nach dem Lokalverband. Allein Beth-el Industries hat 1800 Angestellte. Es beliefert das israelische Verteidigungsministerium, die NATO, Intel sowie NGOs, Krankenhäuser und Kindergärten in mehreren Ländern.
Beth-el Industries ist mit Noah's Ark in seinem Bereich des Schutzes von Zelten, Autos, Häusern gegen chemische, biologische, radiologische und Nuklearwaffen durch Unterdrucksysteme Weltmarktführer.
Daneben produziert der Kibbuz auch Marmeladen, Pralinen, Kekse, Bettwäsche, Überzüge, Kissen und Nackenhörnchen.